# Patti
Patti er en italiensk by (og kommune) i regionen Sicilien i Italien, med omkring 12.699(2023) indbyggere.  